# Family Inada
Pour les articles homonymes, voir Inada.
Family Inada (ファミリーイナダ, Famirī Inada) est une entreprise japonaise spécialisée en conception et fabrication de fauteuils de massage à usage domestique.
Family Inada (connue sous le nom de Family au Japon) a conçu, sous la direction de Nichimu Inada, le premier fauteuil de massage à usage domestique au Japon en 1962 en se basant sur les principes du shiatsu.
La société Family Inada est basée à Osaka au Japon et emploie plus de 2 000 personnes. Son usine principale se trouve dans l'ancien bourg de Nawa, aujourd'hui partie du bourg de Daisen (Préfecture de Tottori). Ses principaux concurrents sont les grands groupes Panasonic et Fuji, mais Inada reste le seul producteur indépendant de fauteuils de massage.
Family Inada a créé en 1968 le premier fauteuil avec rouleaux ascendants et descendants, en 1971, le premier fauteuil avec un mécanisme de pétrissage, en 1974, le premier fauteuil avec une fonction toucher humain (serrer et faire pression) et le premier fauteuil en 1988 utilisant à la fois la pression des points d'acupuncture et les rouleaux massants. La société a introduit en 2000 le premier système de détection des points d'acupuncture à infrarouge.
En 2001, le magazine Time a sélectionné la chaise H.9 comme une des meilleures inventions de l'année.